# 찔레꽃 (1942년 노래)
〈찔레꽃〉은 일제강점기 말기인 1942년에 백난아가 부른 한국의 트로트 곡이다. 첫 발표 시기는 1941년 5월이라는 설도 있다.
김영일이 작사하고, 김교성이 작곡한 곡으로, 한국의 야산에서 흔히 볼 수 있는 꽃 찔레꽃을 소재로 고향을 그리워하는 마음을 그렸다. 처음 백난아가 이 노래를 발표했을 때는 폭발적인 반응을 불러온 것은 아니었으나, 이후 광복과 한국 전쟁 등을 거치면서 향수를 자극하는 가사가 시대적 상황과 맞아떨어지면서 꾸준한 인기를 얻어 '국민가요'로까지 불리게 되었다.
일설에 따르면 김교성과 백난아가 만주 공연을 다녀온 뒤, 만주 독립군들이 고향을 바라보는 심정을 담아 만들었다고 한다. 가사 중 3절에는 "북간도"라는 배경이 구체적으로 드러나기도 한다. 북방의 이국에서 "남쪽나라 내 고향"과 "못 잊을 동무"를 그리워하는 애절한 사연이 소박하게 담겨 있는데다, 푸근하고 따뜻한 백난아의 창법과 잘 어우려져 한국적 정서와 망향의 아픔을 상징하는 노래가 되었다.
한국방송의 성인가요 전문 프로그램인《가요무대》가 2005년 방송 20돌을 맞아 가장 많이 불렸던 노래를 조사해 발표했을 때, 〈울고 넘는 박달재〉에 이어 전체 2위를 차지했을 정도로 대한민국에서 오랫동안 애창되고 있다.
일제 강점기 동안 발표된 곡이라 조선민주주의인민공화국에서도 계속 불리는 것으로 알려져 있다. 2001년 북조선에서 공연을 가졌던 김연자의 증언에 따르면 조용필의 〈그 겨울의 찻집〉과 함께 김정일의 애창곡이기도 하다.
2007년 백난아의 고향인 제주도에 찔레꽃 노래 공원과 노래비가 세워졌다.

## 참고자료
- 이동순 (2007년 12월 27일). “[이동운의 가요이야기 .21] '찔레꽃'에 망향의 恨 담아낸 백난아”. 영남일보. 2008년 2월 10일에 확인함.[깨진 링크(과거 내용 찾기)]
- 최윤정 (2001년 5월 17일). “김정일 국방위원장의 남한가요 애창곡”. 자유아시아방송. 2005년 10월 24일에 원본 문서에서 보존된 문서. 2008년 2월 10일에 확인함.
- “민족의 엘레지 - 50년대까지의 대표가요 특선”. 가요114. 2007년 1월 11일에 원본 문서에서 보존된 문서. 2008년 2월 10일에 확인함.